# Purenleon debilis
Purenleon debilis is een insect uit de familie van de mierenleeuwen (Myrmeleontidae), die tot de orde netvleugeligen (Neuroptera) behoort. 
Purenleon debilis is voor het eerst wetenschappelijk beschreven door Gerstäcker in 1894.